# Gerbillus cheesmani
Gerbillus cheesmani là một loài động vật có vú trong họ Chuột, bộ Gặm nhấm. Loài này được Thomas mô tả năm 1919.

## Hình ảnh

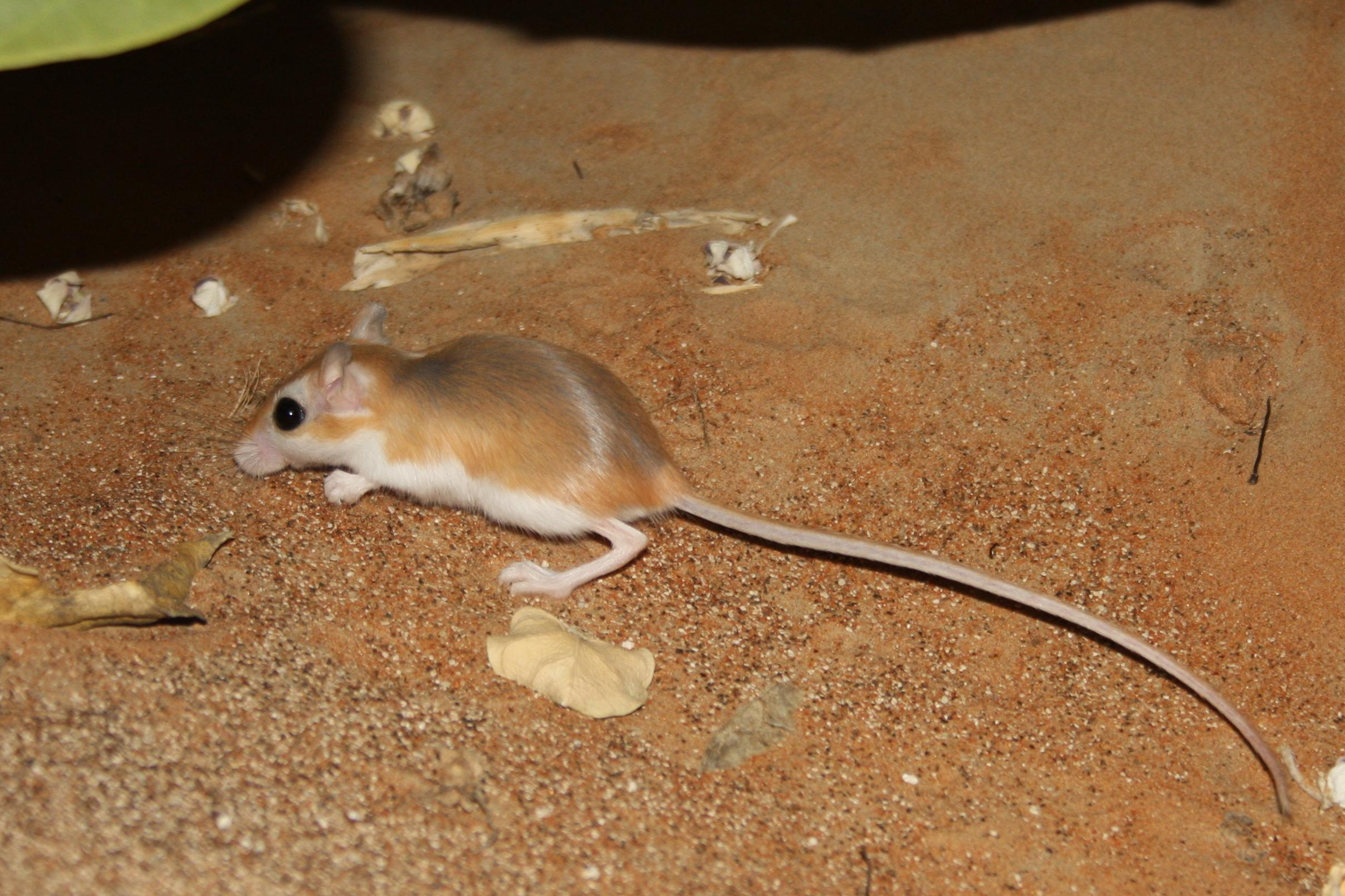